# فيسنتي فالكارسي
فيسنتي فالكارسي (بالإسبانية: Vicente Valcarce)‏ هو لاعب كرة قدم إسباني في مركز الدفاع، ولد في 19 أكتوبر 1974 في أريثيفي في إسبانيا. لعب مع ريال مدريد ج ونادي مالقا.

## وصلات خارجية
- فيسنتي فالكارسي على موقع قاعدة بيانات كرة القدم.إي يو (الإنجليزية)
- فيسنتي فالكارسي على موقع Soccerway.com (الإنجليزية)